# Xã Linn Creek, Quận Van Buren, Arkansas
Xã Linn Creek (tiếng Anh: Linn Creek Township) là một xã thuộc quận Van Buren, tiểu bang Arkansas, Hoa Kỳ. Năm 2010, dân số của xã này là 655 người.